# Socar

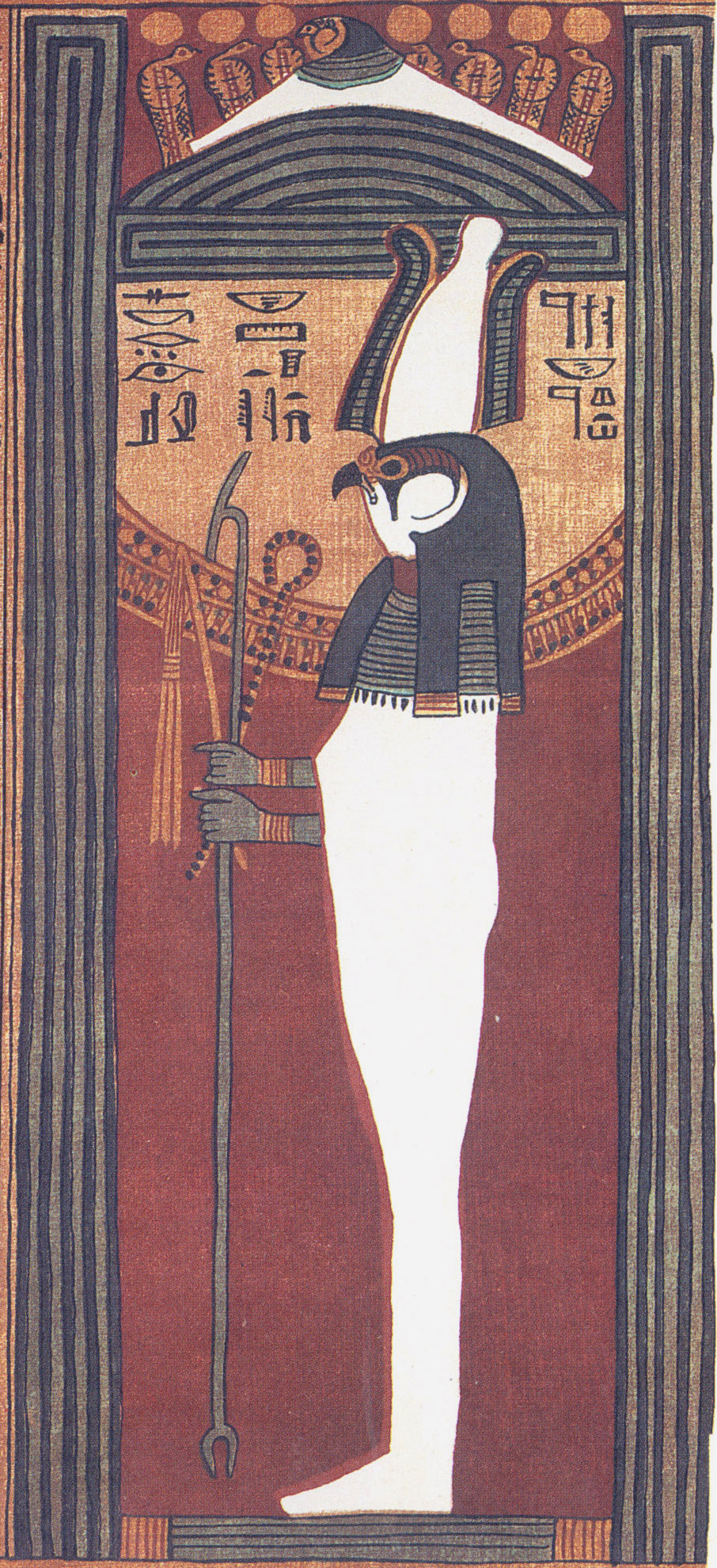
Socar-Osiris en el Papiro de Ani.

Socar o Sokar es un dios de la oscuridad, de la Duat (el Mundo Inferior) y la decadencia en la Tierra, según la mitología egipcia. Era protector de los muertos y patrón de los herreros. 
- Nombre egipcio: Socar. Nombre griego: Sokaris.

## Iconografía

Iconografía del dios sincretizado Socar-Osiris que combina la de Osiris (corona Atef, cayado y mayal) y la de Sokar (cabeza de halcón, cetro uas).

Hombre momificado con cabeza de halcón, portando corona Atef, cetro uas y anj, a veces sobre un trono. También fue representado como un halcón. En el Periodo Tardío puede tener forma de toro o apariencia momiforme, con cabeza humana, generalmente, y en algunos casos de halcón, tocado con dos plumas. Como Ptah-Socar-Osiris porta sobre su cabeza humana unos cuernos horizontales de carnero, un disco solar y dos plumas de avestruz.
Representa a la Vía Láctea en el zodiaco de Dendera.

## Mitología

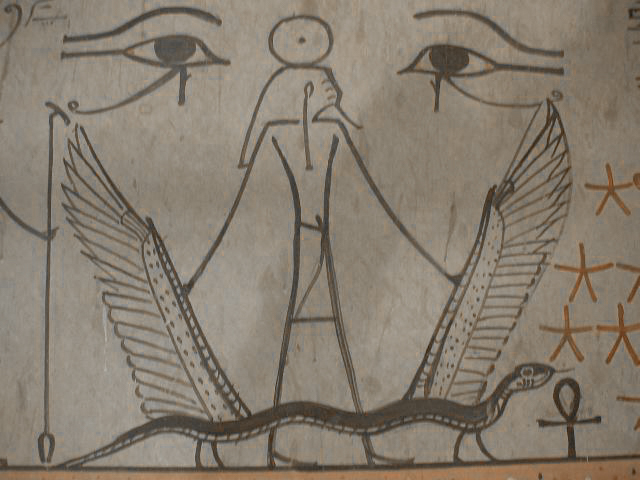
Imagen de Socar en forma humana con dos alas extendidas (símbolo de la resurrección) sobre una serpiente. Tumba KV34 de Thutmose III.

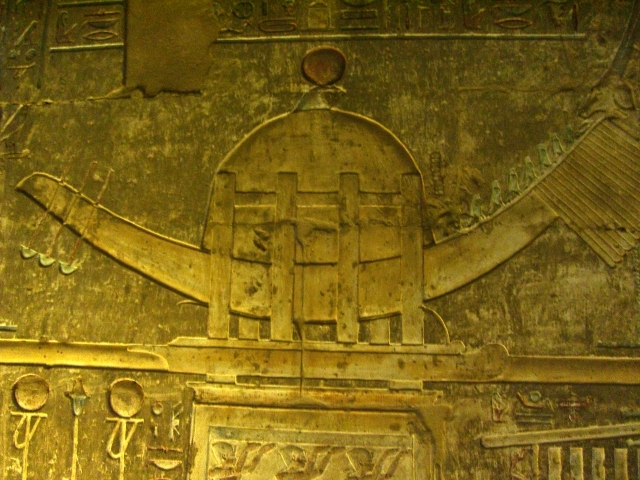
Barca sagrada Henu de Socar. Templo de Hathor en Deir el-Medina.

En sus orígenes fue adorado como dios de la Tierra y la fertilidad. Su principal misión, como divinidad funeraria denominada el "ba de Ra", era guardar la entrada a la Duat, y habitaba en una caverna secreta, llamada Imhet ("La puerta de caminos"), situada en lo más profundo del Mundo Subterráneo. Alimentaba el corazón (ib) de los finados siendo responsable de que se cumplieran las transformaciones del difunto. Como protector de los muertos los conduce hacia las regiones de la Duat. 
Poseía una extraña barca, Henu, que contenía la imagen momiforme del dios, guardada por genios. En ella subía hasta el cielo al faraón y al Sol.
Cuando la barca del dios solar surcaba el río subterráneo, al llegar al desierto, tenía que transformarse en una serpiente para poder avanzar por sus arenas. Era el dominio de Sokar llevando el epíteto de «El que está sobre su arena». En sus creaciones armamentísticas con las cuales fue venerado por los herreros de todo Egipto fue por crear la lanza de Ra, la cual era capaz de dañar a la misma oscuridad siendo esta lanza tan poderosa que narran textos antiguos: "Y cuando Ra, en un descuido dejó que su lanza tocará los cimientos de la tierra, esta, por su gran poder, destruyó la mitad del continente haciendo así que el mismo Inframundo temiera por su estructura".

## Sincretismo
Se le asoció con Ptah en la dinastía V, siendo los sacerdotes de Ptah también de Sokar. Se le vincula con Osiris en los Textos de las Pirámides. En el Imperio Medio se le adora como Ptah-Sokar-Osiris, en Abidos, continuando esta trinidad sincrética en el Imperio Nuevo y durante el tercer periodo intermedio.

## Culto
Su culto se conoce desde la primera dinastía, siendo venerado en la necrópolis de Menfis en Saqqara.
Al ser el patrón de las necrópolis se le veneraba en los lugares funerarios, tanto reales como populares.
Su principal fiesta era celebrada cada seis años, en el vigésimo sexto día del mes joiak.
| O34 · V31 · D21 | A40 | SPACE | O34 · V31 · D21 | G10 |

| O34 · V31 · D21 | A40 | SPACE | O34 · V31 · D21 | G10 |